# كأس الجزائر 1981–82
كأس الجزائر 1981–1982 هو موسم من كأس الجزائر. أشرف على تنظيمه الإتحاد الجزائري لكرة القدم، وكان عدد الأندية المشاركة فيه 64 نادي، وفاز فيه نادي بناء الجزائر.